# Trace Sports HD
Trace Sports HD – francuski kanał sportowy nadawcy Alliance Trace Media.
Kanał nadaje w języku Angielskim i Francuskim, posiada napisy w języku: polskim, niemieckim, hiszpańskim, portugalskim, rosyjskim, arabskim, chińskim. Dnia 15 grudnia 2010 roku kanał wystartował, a dnia 21 sierpnia 2011 r. zostały dodane polskie napisy. Kanał był nadawany bez kodowania na satelicie Eurobird 9A (9°E) i Astra 3B (23,5°E) lecz 16 stycznia 2012 roku kanał został zaszyfrowany na satelicie Eurobird 9A (9°E) w kodowaniu Cryptoworks i Conax.